# Walter Legge
Pour les articles homonymes, voir Legge.
Walter Legge (né le 1er juin 1906 à Shepherd's Bush, quartier de Londres, et mort le 22 mars 1979 à Saint-Jean-Cap-Ferrat) est un producteur musical britannique employé par EMI. En 1945, il a fondé le London Philharmonia Orchestra. 

## Biographie
On doit à Walter Legge la carrière de Herbert von Karajan, qu'il a pris sous contrat dès la « dénazification » de celui-ci (1947). Il a réalisé de nombreux enregistrements avec le chef d'orchestre Wilhelm Furtwängler après le blanchiment de ce dernier par une cour de dénazification, avec Otto Klemperer (exilé en Hongrie) et avec Paul Hindemith ; il a également eu sous contrat Maria Callas, Victor de Sabata et Wolfgang Sawallisch. Il fut le protecteur et l'agent artistique de la soprano allemande Elisabeth Schwarzkopf, avec qui il se marie en secondes noces en 1953.
Il a laissé des mémoires qui ont été publiés en 1982 par sa veuve sous le titre On and off the record : a memoir of Walter Legge (Londres, Faber and Faber) et traduits en français l'année suivante (Paris, Belfond).